# Mont Ansel Adams
Pour les articles homonymes, voir Ansel Adams.
Le mont Ansel Adams (en anglais : Mount Ansel Adams) est un sommet de la Sierra Nevada, aux États-Unis. Il culmine à 3 594 mètres d'altitude dans le comté de Madera, à la frontière entre la Yosemite Wilderness,  dans le parc national de Yosemite, et l'Ansel Adams Wilderness, dans la forêt nationale de Sierra, en Californie.